# Anteos menippe
Anteos menippe es una especie de mariposa, de la familia de las piérides, que fue descrita originalmente con el nombre de Mancipium menippe, por Hübner, en 1818, a partir de ejemplares sin información concreta de localidad de origen.

## Distribución
Anteos menippe tienen una distribución restringida a la región Neotropical y ha sido reportada en al menos 6 países.

## Plantas hospederas
Las larvas de A. menippe se alimentan de plantas de las familias Brassicaceae y Fabaceae.